# Акрамов, Эрнст Хашимович
Эрнст Хашимович Акрамов (узб. Ernst Hoshim o'g'li Akramov; 24 июня 1936, Фрунзе — 26 ноября 2024, Бишкек) — советский, киргизский учёный-хирург, гуманист, государственный и общественный деятель, меценат; доктор медицинских наук (1992), профессор (1998), заслуженный деятель науки Киргизской Республики (2007), заслуженный врач Киргизской ССР (1990); народный депутат СССР, депутат Жогорку Кенеша; лауреат Государственной премии Киргизской Республики в области науки и техники (2008), Герой Киргизской Республики (2009), мастер спорта СССР по спортивной гимнастике.

## Биография
Окончил среднюю школу № 10 г. Фрунзе.
В 1960 году окончил Киргизский государственный медицинский институт, работал врачом-хирургом во 2-й городской клинической больнице Фрунзе.
В 1964—1967 годы — аспирант кафедры оперативной хирургии того же института. Затем работал ординатором отделения торакальной хирургии Республиканской клинической больницы (1967—1971), заведующим хирургическим отделением 2-й городской клинической больницы (1971—1975); ассистентом, доцентом кафедры госпитальной хирургии Киргизского медицинского института (1975—1980); заведующим отделением общей хирургии Республиканской клинической больницы (1981—1992).
С 1992 года заведовал отделением общей хирургии Чуйской областной объединённой больницы. Одновременно — директор Научного центра реконструктивно-восстановительной хирургии Министерства здравоохранения Киргизской Республики (с 2002 года), профессор кафедры госпитальной хирургии Киргизско-Российского Славянского университета (с 2003 года).
Неоднократный чемпион республики по спортивной гимнастике, член сборной Киргизской ССР по спортивной гимнастике.
Владел киргизским, русским, узбекским, уйгурским, английским языками.
Умер 26 ноября 2024 года в возрасте 88 лет. Похоронен на мемориальном Ала-Арчинском кладбище г. Бишкек.

## Семья
Брат: Акрамов Эркен Хашимович
Сестра: Акрамова Рахима Хашимовна
Племянники: Талипову Лейлу Мирзалимовну и Акрамова Эрвина Эркеновича.

## Политическая и общественная деятельность
В 1989—1992 годы — народный депутат СССР. Избран на альтернативной основе и вопреки воле партийного аппарата республики, который активно работал против независимого кандидата Э. Акрамова.
В 1998 году вместе с группой единомышленников основал партию действия «Моя страна» (Менин олком). В 2000 году на очередных парламентских выборах возглавлял партийный список партии «Моя страна» и был избран депутатом, но отказался от депутатского мандата в пользу своих товарищей.
C 15 октября 2007 г. — член народной партии «Ак Жол» (в октябре 2007 года произошло слияние четырёх партий в единую Народную партию «Ак Жол»). На выборах 2007 году входил в первую пятерку партийного списка Народной партии «Ак Жол» и был избран депутатом Жогорку Кенеша 4-го созыва. Состоял членом Комитета по конституционному законодательству, государственному устройству, законности и правам человека; совмещал работу в парламенте с лечебной деятельностью.
С 2010 г. состоит в партии «Содружество».
Создатель и руководитель благотворительного культурного проекта «Акрамовские вечера», целью которого является поддержка молодых исполнителей и классического музыкального искусства в Кыргызстане.
В поздравительном письме Президента Киргизской Республики А. Ш. Атамбаева, по случаю 80-летия Э. Акрамова говорилось:
«Вся страна почитает Вас как прекрасного учёного, блестящего хирурга, талантливого организатора, одарённого педагога и наставника. Благодарные люди называют Вас „Доктором от Бога“, человеком высокой души, интеллигентности, человеком, посвятившим всего себя служению людям. За свою 56-летнюю врачебную практику Вы провели более 30 тысяч операций. Спасли жизни десяткам тысяч людей, вернули их к семьям, и дали им возможность приносить пользу своему народу и стране».

Глава государства отметил, что начиная с 60-х годов прошлого века, почти два десятилетия Эрнст Акрамов был единственным в стране специалистом в области сосудистой хирургии.

## Научная деятельность
В 1967 году защитил кандидатскую диссертацию. C 1992 года доктор медицинских наук.
Разработал и внедрил в хирургическую практику многие операции. Подготовил 17 докторов и кандидатов медицинских наук. Участник и организатор международных конференций и симпозиумов. Ведущий специалист по сосудистой, желудочно-кишечной хирургии, реанимации, хирургической гастроэнтерологии, травмам грудной клетки, гнойной хирургии, по реконструктивно-восстановительным операциям на мочевыделительных органах и операциям на поджелудочной железе.
Автор более 350 научных работ, 16 монографий, 23 патентов на изобретения.

### Избранные труды
- Акрамов Э. Х., Акылбеков И. К., Бородин Ю. И. и др. Избранные вопросы гнойной хирургии. — Бишкек; Новосибирск: НЦРВХ МЗ КР, 2007. — 2644 с. — 300 экз.
- Акрамов Э. Х., Бородин Ю. И., Васильева О. И., Габитов В. Х., Штофин С. Г. Анатомия поджелудочной железы и хирургия панкреонекроза. — Бишкек: НЦРВХ МЗ КР, 2009. — 303 с. — 500 экз. — Артикул: 1694-5271-007
- Акрамов Э. Х., Габитов В. Х., Бейсембаев А. А. Краткий курс лекций по основам оперативной хирургии и топографической анатомии : в 2-х т. — Бишкек: НЦРВХ МЗ КР, 2012. — 202+227 с. — 2000 экз. — Артикул: 1694-5271-025, 1694-5271-026
- Акрамов Э. Х., Габитов В. Х., Идрисов А. А. Хирургическая анатомия гастродуоденальной зоны. Ваготомия и резекции. — Бишкек: НЦРВХ МЗ КР, 2011. — 247 с. — 300 экз. — Артикул: 1694-5271-027
- Акрамов Э. Х., Габитов В. Х., Идрисов А. А. и др. Хирургическая анатомия гепато-дуоденальной зоны и резекция желудка: Руководство для врачей. — Бишкек: НЦРВХ МЗ КР, 2010. — 267 с. — 1000 экз. — Артикул: 1694-5271-017
- Акрамов Э. Х., Габитов В. Х., Идрисов А. А. Хирургическая анатомия ободочной кишки и варианты оперативных вмешательств: Руководство для врачей. — Бишкек: НЦРВХ МЗ КР, 2010. — 268 с. — 1000 экз. — Артикул: 1694-5271-025
- Акрамов Э. Х., Габитов В. Х., Идрисов А. А. Хирургическая анатомия таза и ятрогенные повреждения в гинекологии: Руководство для врачей. — Бишкек: НЦРВХ МЗ КР, 2012. — 244 с. — 1000 экз. — Артикул: 1694-5271-019

## Награды и признание
- Заслуженный врач Киргизской ССР (1990)
- Действительный член Международной академии наук (г. Москва)
- Золотая медаль Международного благотворительного фонда науки и культуры им. Мустафы Кемаля (Ататюрка) (2000)
- Премия «Чародей скальпеля» Международного благотворительного фонда поддержки материнства и детства «Мээрим» (2004)
- «Человек года» в СНГ в номинации «Врач 2004 года в Кыргызстане»
- Орден «Данакер» (26 января 2003) — за особые заслуги перед государством и народом Кыргызстана, вклад в укрепление дружбы и межнационального согласия в республике[6]
- Медаль им. Ч.Айтматова (2022)
- Заслуженный деятель науки Киргизской Республики (28 июня 2007) — за вклад в развитие науки, заслуги в области системы здравоохранения республики[7]
- Лауреат Государственной премии Киргизской Республики в области науки и техники (2008)
- Орден Н. Пирогова Национального комитета общественных наград Российской Федерации (2008) — за великий вклад в мировую медицину[2]
- Золотая медаль им. В. И. Блинникова ЕАПО в области изобретательской деятельности (2009)
- Герой Киргизской Республики (16 ноября 2009) — за выдающийся вклад в развитие здравоохранения республики, активную общественную деятельность[8][9]
- Медаль «70 лет Жогорку Кенешу Киргизской Республики» (2009)
- Мастер спорта СССР по спортивной гимнастике
- Почётный профессор Ошского государственного университета
- Почётный профессор Ошского Киргизско-Узбекского университета
- Почётный профессор Университета дружбы народов
- Почётный доктор Киргизско-Российского Славянского университетта
- Почетный профессор Международного медицинского университета
- Персональный пенсионер за особые заслуги перед Киргизской Республикой
- В 2023 году именем профессора Э З.Акрамова названа Чуйская областная больница Киргизской Республики, где он бессменно работал все последние годы.